# سونیا ۱۲۹۳
سیارک ۱۲۹۳ (به انگلیسی: 1293 Sonja، نامگذاری:1933SO) هزار و دویست و نود و سومین سیارک کشف شده‌است که در ۲۶ سپتامبر ۱۹۳۳ کشف شد.
قدر مطلق سیارک برابر ۱۲٫۰۰ است.